# Packer Stausee
Der Packer Stausee ist ein Stausee in der Gemeinde Hirschegg-Pack östlich der Ortschaft Pack, und in der Gemeinde Edelschrott nordwestlich der Ortschaft Modriach, im Bezirk Voitsberg in der Steiermark.

## Stausee
Er hat ein Speichervolumen von 5 Mio. Kubikmeter Wasser und eine Fläche von 60 Hektar. Das Stauziel des Speichers Pack liegt auf 867,7 m Seehöhe.

## Geschichte
Der Beschluss, eine Schwergewichtsmauer im Packer Bach zu errichten, wurde 1929 gefasst. Der Speicher Pack mit angeschlossenem Krafthaus wurde von der Steirischen Wasserkraft- und Elektrizitäts-AG (Energie Steiermark) nach den Werken Arnstein und Teigitschmühle als dritte Stufe der Teigitsch-Werke errichtet und ging nach zweijähriger Bauzeit im November 1931 in Betrieb.
Für den Bau wurde eine 3,5 km lange Straße von Stampf an der Packer Straße bis zur Baustelle errichtet und eine Feldbahn gebaut, deren Kernstück eine 270 m lange und 27 m hohe Gerüstbrücke über die Baustelle war.
Untersuchungen zur Standsicherheit der Sperre Anfang der 1980er-Jahre zeigten, dass eine umfangreiche Sanierung des Bauwerks notwendig war, welche im Sommer des Jahres 1985 abgeschlossen werden konnte. Die Automatisierung und der Umbau des Werks auf Fernsteuerung erfolgten 1996.

## Tourismus
Der See wird heute neben der Stromgewinnung auch als Freizeitgewässer zum Baden, Angeln und Segeln genutzt. Rund um den Stausee führt ein Radweg.